# 3-variëteit

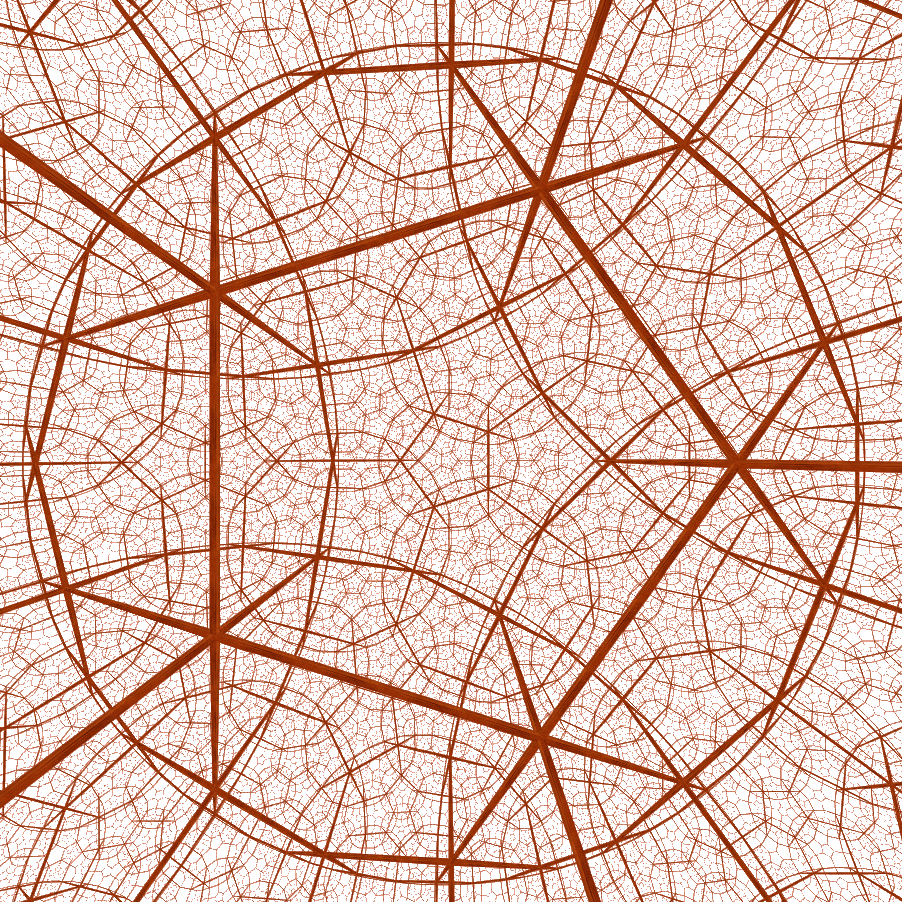
Hyperbolische orthogonale honingraatstructuur met twaalfvlak

In de topologie, een deelgebied van de wiskunde, is een 3-variëteit een driedimensionale variëteit, dus een ruimte die er lokaal uitziet als de driedimensionale euclidische ruimte. De topologische, stuksgewijs lineaire en gladde categorieën zijn in drie dimensies aan elkaar equivalent, zodat er meestal weinig onderscheid wordt gemaakt tussen bijvoorbeeld topologische 3-variëteiten en gladde 3-variëteiten.
Verschijnselen in drie dimensies kunnen opvallend anders zijn dan verschijnselen in andere dimensies. Daarom zijn er speciale technieken die geen generalisatie hebben in hogere dimensies dan drie. Deze speciale rol heeft geleid tot de ontdekking van nauwe banden met een diversiteit aan andere gebieden, zoals knopentheorie, meetkundige groepentheorie, hyperbolische meetkunde, getaltheorie, teichmüller-theorie, topologische kwantumveldtheorie, ijktheorie, floer-homologie en partiële differentiaalvergelijkingen. De theorie van 3-variëteiten wordt beschouwd als een deel van laagdimensionale topologie of meetkundige topologie.
Een basisgedachte van de theorie is om een 3-variëteit te bestuderen aan de hand van speciale oppervlakken die erin zijn ingebed. Men kan kiezen voor mooi geplaatste oppervlakken in de 3-variëteit, wat leidt tot het idee van onsamendrukbare oppervlakken en de theorie van haken-variëteiten, of men kan de complementaire delen zo mooi mogelijk kiezen, wat leidt tot structuren zoals heegaard-decomposities, die ook nuttig zijn in de niet-haken gevallen.
De bijdragen van William Thurston aan de theorie maken het in veel gevallen mogelijk de extra structuur die door een van de acht specifieke thurston-meetkundes wordt gegeven te bestuderen. De meest voor de hand liggende meetkunde is de hyperbolische meetkunde. Het is in veel gevallen nuttig gebleken een meetkunde in aanvulling op speciale oppervlakken te gebruiken. De fundamentaalgroepen van 3-variëteiten geven in sterke mate de meetkundige en topologische informatie weer die bij een 3-variëteit hoort. De methoden uit de  groepentheorie en de topologische vullen elkaar dus aan.

## Voorbeelden van 3-variëteiten
- euclidische ruimte in drie dimensies
- rotatiegroep SO(3) of 3-dimensionale reële projectieve ruimte

### van drie dimensies ingebed in de vierdimensionale ruimte
- sfeer
- torus
- hyperbolische ruimte

### Complement van hyperbolische schakels
- Cijfer-8-knoop
- Whitehead-schakel
- Borromeïsche ringen

## Voorbeelden van klassen van 3-variëteiten
- Haken-variëteit
- Knoopcomplement
- Lensruimten van Tietze

Deze klassen zijn niet noodzakelijkerwijs wederzijds exclusief.

## Vermoedens
- Vermoeden van Poincaré
- Vermeetkundigingsvermoeden van Thurston